# 三洞珠囊
《三洞珠囊》是道教类书，有二本，一本7卷，編者北周時道士王延，另一本分35品，30卷，編者唐代道士王懸河。
王懸河《三洞珠囊》於680年代成書，原题“大唐陆海羽客王悬河修”。該書辑录212种三洞道书，按品辑录诸家之文，内容多是古代方士成仙的故事。
王延《三洞珠囊》今已失佚，王懸河《三洞珠囊》則編入《正统道藏》“太平部”，存10卷。
《正统道藏》“太平部”又收有王懸河《上清道类事相》四卷，其中《仙观》、《楼阁》、《仙房》、《宝台》、《琼室》、《宅宇灵庙》諸品與《三洞珠囊》內容完全一致。